# Two Tenors
Two Tenors è un album dei musicisti jazz John Coltrane e Hank Mobley, pubblicato nel 1969 dalla Prestige Records (n° cat. 7670).

## Il disco
Si tratta in sostanza della ristampa dell'album Prestige 7043 Informal Jazz di Elmo Hope, pubblicato nel 1956. Quando negli anni sessanta la fama di Coltrane crebbe in maniera considerevole travalicando i semplici confini del jazz, la Prestige Records, parecchio tempo dopo che il musicista aveva smesso di incidere per l'etichetta, assemblò insieme svariate registrazioni degli anni cinquanta, spesso scegliendo quelle dove Coltrane suonava solo in qualità di sideman, e le ripubblicò confezionate come nuovi album di Coltrane a tutti gli effetti. In questo caso specifico, nel 1969 Hope era ormai diventato una figura molto meno appetibile dal punto di vista commerciale rispetto a Coltrane e Mobley, da lì la ristampa dell'LP e il cambiamento di titolo e di attribuzione.

## Tracce
1. Weeja (Elmo Hope) — 11:00
2. Polka Dots and Moonbeams (Jimmy Van Heusen, Johnny Burke) — 8:31
3. On It (Elmo Hope) — 8:58
4. Avalon (Al Jolson, Buddy DeSylva, Vincent Rose) — 9:37

## Formazione
- Elmo Hope — pianoforte
- Donald Byrd — tromba
- John Coltrane, Hank Mobley — sax tenore
- Paul Chambers — contrabbasso
- Philly Joe Jones — batteria